# Cratere Yalgoo
Yalgoo  è un cratere sulla superficie di Marte. 